# Lübstorf
Lübstorf è un comune del Meclemburgo-Pomerania Anteriore, in Germania.
Appartiene al circondario (Kreis) del Meclemburgo Nordoccidentale (targa NWM) ed è parte della comunità amministrativa (Amt) di Lützow-Lübstorf.

## Monumenti e luoghi d'interesse

### Architetture civili
- Castello di Wiligrad, situato nella frazione di Wiligrad e risalente al 1896-1898[2][3]